# Eichsfeld
L'Eichsfeld est une ancienne contrée d'Allemagne, située dans le sud-est de la Basse-Saxe, au nord-ouest de la Thuringe et au nord-est de la Hesse, entre le massif du Harz et la Werra.
Située autrefois entre les électorats de Hesse et de Hanovre, elle se divisait en :
- Haut-Eichsfeld, avec pour ville principale Heilbad Heiligenstadt ;
- Bas-Eichsfeld, avec pour ville principale Duderstadt.

L'Eichsfeld a été partiellement sous le pouvoir de l'électorat de Mayence de 1022 à 1803.

## Source
Cet article comprend des extraits du Dictionnaire Bouillet. Il est possible de supprimer cette indication, si le texte reflète le savoir actuel sur ce thème, si les sources sont citées, s'il satisfait aux exigences linguistiques actuelles et s'il ne contient pas de propos qui vont à l'encontre des règles de neutralité de Wikipédia.